# Noctua variegata
Noctua variegata är en fjärilsart som beskrevs av Lenz. Noctua variegata ingår i släktet Noctua och familjen nattflyn. Inga underarter finns listade i Catalogue of Life.